# Luíz Eugênio Pérez
Luíz Eugênio Pérez (* 5. Mai 1928 in Orlândia, São Paulo; † 14. November 2012 in Ribeirão Preto) war ein brasilianischer Geistlicher und römisch-katholischer Bischof von Jaboticabal.

## Leben
Luíz Eugênio Pérez trat im Alter von 12 Jahren in das Kleine Seminar in Campinas und 1948 in das Zentralseminar von São Paulo in Ipiranga ein. Nach dem Studium der Philosophie und Theologie empfing er am 8. Dezember 1954 die Priesterweihe durch Luis do Amaral Mousinho, den Erzbischof von Ribeirão Preto. Er war zunächst Co-Vikar an der Kathedrale von Ribeirão Preto und übernahm 1957 die Pfarrstelle in Cravinhos.
Papst Paul VI. ernannte ihn am 9. März 1970 zum Bischof von Jales. Der Apostolische Nuntius in Brasilien, Erzbischof Umberto Mozzoni, spendete ihm am 11. Juni 1970 die Bischofsweihe; Mitkonsekratoren waren Bernardo José Bueno Miele, Koadjutorerzbischof von Ribeirão Preto, und Jaime Luiz Coelho, Bischof von Maringá. Sein bischöflichen Wahlspruch war „Ihr alle seid Brüder“.
Am 7. Juni 1981 wurde er durch Papst Johannes Paul II. zum Bischof von Jaboticabal ernannt. Am 25. Juni 2003 nahm Papst Johannes Paul II. sein altersbedingtes Rücktrittsgesuch an.